# Бубендорф (Базель-Ланд)
Бубендорф (нім. Bubendorf BL) — громада  в Швейцарії в кантоні Базель-Ланд, округ Лісталь.

## Географія
Громада розташована на відстані близько 60 км на північ від Берна, 4 км на південь від Лісталя.
Бубендорф має площу 10,8 км², з яких на 14,8% дозволяється будівництво (житлове та будівництво доріг), 37,9% використовуються в сільськогосподарських цілях, 46,1% зайнято лісами, 1,2% не є продуктивними (річки, льодовики або гори).

## Демографія
2019 року в громаді мешкало 4402 особи (+1% порівняно з 2010 роком), іноземців було 15,5%. Густота населення становила 408 осіб/км².
За віковим діапазоном населення розподілялося таким чином: 18,7% — особи молодші 20 років, 60,6% — особи у віці 20—64 років, 20,7% — особи у віці 65 років та старші. Було 1825 помешкань (у середньому 2,4 особи в помешканні).
Із загальної кількості 2759 працюючих 43 було зайнятих в первинному секторі, 1634 — в обробній промисловості, 1082 — в галузі послуг.